# Campionato francese di rugby a 15 2012-2013
Il Top 14 è la massima competizione di rugby a 15 francese prevista per la stagione 2012-13. Il campionato è cominciato il 17 agosto 2012 e si è concluso il 1º giugno 2013 con la finale allo Stade de France di Parigi.

## Partecipanti
Il Grenoble e il Mont-de-Marsan sono le squadre neopromosse provenienti dalla stagione 2011-12 della Pro D2.
| Club            | Budget 2012-13 in milioni di euro | Class. stagione reg. 2011-2012 | Allenatore                                           | 'Stadio                             | Capacità     |
| Agen            | 13,2                              | 10                             | Philippe Sella Mathieu Blin David Darricarrère       | Stadio Armandie                     | 14 000       |
| Bayonne         | 18                                | 12                             | Christophe Deylaud Christian Lanta                   | Stadio Jean Dauger                  | 16 934       |
| Biarritz        | 17,3                              | 9                              | Laurent Rodriguez Serge Milhas John Isaac            | Parc des Sports Aguiléra            | 15 000       |
| Bordeaux        | 11,9                              | 8                              | Raphaël Ibañez Régis Sonnes Vincent Etcheto          | Stade André Moga                    | 9 088        |
| Castres         | 15,6                              | 4                              | Laurent Labit Laurent Travers                        | Stade Pierre-Antoine                | 11 500       |
| Clermont        | 25,5                              | 2                              | Vern Cotter Franck Azéma                             | Stadio Marcel Michelin              | 18 030       |
| Grenoble        | 14,9                              | 1 (Pro D2)                     | Fabrice Landreau Sylvain Bégon Franck Corrihons      | Stadio Lesdiguières                 | 12 000       |
| Mont-de-Marsan  | 6,2                               | 3 (Pro D2)                     | Marc Dantin Stéphane Prosper                         | Stade Vuillermet Stade Guy-Boniface | 4 822 22 000 |
| Montpellier     | 17,5                              | 5                              | Fabien Galthié Mario Ledesma Stéphane Glas           | Stadio Yves du Manoir               | 14 700       |
| Perpignano      | 14,5                              | 11                             | Marc Delpoux Giampiero De Carli Patrick Arlettaz     | Stade Aimé Giral                    | 14 593       |
| Racing Métro 92 | 21,7                              | 6                              | Pierre Berbizier Gonzalo Quesada                     | Stade olympique Yves-du-Manoir      | 14 000       |
| Stade français  | 22,8                              | 7                              | Richard Pool-Jones Christophe Laussucq David Auradou | Stade Charléty                      | 20 000       |
| Tolone          | 21,8                              | 3                              | Bernard Laporte Pierre Mignoni Olivier Azam          | Stadio Mayol                        | 15 000       |
| Tolosa          | 35                                | 1 (Campione)                   | Guy Novès William Servat Jean-Baptiste Élissalde     | Stadio Ernest-Wallon                | 19 500       |

## Fase a girone unico
|            | 1ª giornata                  |       |
| ---------- | ---------------------------- | ----- |
| 17-08-2012 | Tolosa – Castes              | 23-22 |
| 18-08-2012 | Bayonne – Clermont           | 6-13  |
| 18-08-2012 | Biarritz – Mont-de-Marsan    | 35-10 |
| 18-08-2012 | Agen – Racing Métro 92       | 20-24 |
| 18-08-2012 | Stade français – Montpellier | 32-16 |
| 18-08-2012 | Bordeaux-Bègles – Grenoble   | 28-29 |
| 18-08-2012 | Perpignano – Tolone          | 15-21 |

|          | 4ª giornata                |       |
| -------- | -------------------------- | ----- |
| 8-9-2012 | Biarritz – Montpellier     | 27-8  |
| 8-9-2012 | Stade français – Castres   | 20-20 |
| 8-9-2012 | Tolosa – Agen              | 62-13 |
| 8-9-2012 | Perpignano – Bayonne       | 18-13 |
| 8-9-2012 | Grenoble – Mont-de-Marsan  | 52-7  |
| 8-9-2012 | Tolone – Bordeaux-Bègles   | 42-12 |
| 9-9-2012 | Clermont – Racing Métro 92 | 13-12 |

|           | 7ª giornata                 |       |
| --------- | --------------------------- | ----- |
| 28-9-2012 | Clermont – Stade français   | 28-25 |
| 29-9-2012 | Agen – Bordeaux-Bègles      | 16-15 |
| 29-9-2012 | Grenoble – Racing Métro 92  | 27-13 |
| 29-9-2012 | Montpellier – Castres       | 19-12 |
| 29-9-2012 | Perpignano – Mont-de-Marsan | 15-6  |
| 29-9-2012 | Tolosa – Tolone             | 32-9  |
| 30-9-2012 | Biarritz – Bayonne          | 15-16 |

|           | 10ª giornata                 |       |
| --------- | ---------------------------- | ----- |
| 1-11-2012 | Castres – Perpignano         | 38-36 |
| 1-11-2012 | Agen – Clermont              | 11-18 |
| 1-11-2012 | Tolone – Stade français      | 24-19 |
| 1-11-2012 | Tolosa – Racing Métro 92     | 32-13 |
| 1-11-2012 | Bayonne – Bordeaux-Bègles    | 22-11 |
| 1-11-2012 | Grenoble – Biarritz          | 34-21 |
| 1-11-2012 | Montpellier – Mont-de-Marsan | 32-16 |

|            | 13ª giornata               |       |
| ---------- | -------------------------- | ----- |
| 21-12-2012 | Bordeaux-Bègles – Clermont | 24-28 |
| 22-12-2012 | Agen – Tolone              | 9-15  |
| 22-12-2012 | Grenoble – Tolosa          | 15-6  |
| 22-12-2012 | Perpignano – Montpellier   | 30-19 |
| 22-12-2012 | Castres – Racing Métro 92  | 31-10 |
| 22-12-2012 | Stade français – Biarritz  | 36-23 |
| 22-12-2012 | Bayonne – Mont-de-Marsan   | 39-13 |

|           | 16ª giornata                      |       |
| --------- | --------------------------------- | ----- |
| 24-1-2013 | Bayonne – Castres                 | 22-12 |
| 25-1-2013 | Agen – Montpellier                | 9-13  |
| 25-1-2013 | Bordeaux-Bègles – Racing Métro 92 | 15-22 |
| 25-1-2013 | Perpignano – Clermont             | 26-19 |
| 25-1-2013 | Stade français – Grenoble         | 35-6  |
| 25-1-2013 | Tolone – Mont-de-Marsan           | 15-9  |
| 25-1-2013 | Tolosa – Biarritz                 | 19-14 |

|           | 19ª giornata                  |       |
| --------- | ----------------------------- | ----- |
| 22-2-2013 | Castres – Tolone              | 25-20 |
| 23-2-2013 | Agen – Mont-de-Marsan         | 9-3   |
| 23-2-2013 | Biarritz – Racing Métro 92    | 11-23 |
| 23-2-2013 | Grenoble – Clermont           | 10-17 |
| 23-2-2013 | Montpellier – Bordeaux-Bègles | 15-13 |
| 23-2-2013 | Tolosa – Bayonne              | 42-6  |
| 23-2-2013 | Perpignano – Stade français   | 32-16 |

|           | 22ª giornata                     |       |
| --------- | -------------------------------- | ----- |
| 23-3-2013 | Bayonne – Tolone                 | 33-28 |
| 23-3-2013 | Racing Métro 92 – Perpignano     | 23-19 |
| 23-3-2013 | Bordeaux-Bègles – Mont-de-Marsan | 40-7  |
| 23-3-2013 | Castres – Agen                   | 20-9  |
| 23-3-2013 | Grenoble – Montpellier           | 9-16  |
| 23-3-2013 | Biarritz – Clermont              | 32-28 |
| 24-3-2013 | Tolosa – Stade français          | 43-16 |

|           | 25ª giornata                     |       |
| --------- | -------------------------------- | ----- |
| 20-4-2013 | Clermont – Tolose                | 39-17 |
| 20-4-2013 | Agen – Perpignano                | 23-15 |
| 20-4-2013 | Bayonne – Montpellier            | 32-26 |
| 20-4-2013 | Bordeaux-Bègles – Biarritz       | 16-0  |
| 20-4-2013 | Castres – Mont-de-Marsan         | 44-17 |
| 20-4-2013 | Grenoble – Tolone                | 25-24 |
| 21-4-2013 | Stade français – Racing Métro 92 | 19-16 |

|           | 2ª giornata                  |       |
| --------- | ---------------------------- | ----- |
| 24-8-2012 | Bordeaux-Bègles – Perpignano | 26-22 |
| 25-8-2012 | Racing Métro 92 – Tolone     | 21-23 |
| 25-8-2012 | Bayonne – Stade français     | 24-11 |
| 25-8-2012 | Castres – Grenoble           | 30-13 |
| 25-8-2012 | Tolosa – Mont-de-Marsan      | 37-22 |
| 25-8-2012 | Montpellier – Clermont       | 13-8  |
| 25-8-2012 | Agen – Biarritz              | 19-25 |

|           | 5ª giornata                      |       |
| --------- | -------------------------------- | ----- |
| 14-9-2012 | Montpellier – Tolone             | 25-32 |
| 14-9-2012 | Perpignano – Tolosa              | 34-20 |
| 14-9-2012 | Agen – Grenoble                  | 32-26 |
| 14-9-2012 | Castres – Biarritz               | 28-13 |
| 14-9-2012 | Mont-de-Marsan – Clermont        | 6-14  |
| 14-9-2012 | Bayonne – Racing Métro 92        | 18-25 |
| 14-9-2012 | Bordeaux-Bègles – Stade français | 30-22 |

|           | 8ª giornata                     |       |
| --------- | ------------------------------- | ----- |
| 5-10-2012 | Castres – Clermont              | 16-13 |
| 6-10-2012 | Biarritz – Tolone               | 9-36  |
| 6-10-2012 | Bayonne – Agen                  | 37-16 |
| 6-10-2012 | Grenoble – Perpignano           | 28-23 |
| 6-10-2012 | Racing Métro 92 – Montpellier   | 12-16 |
| 6-10-2012 | Mont-de-Marsan – Stade français | 28-30 |
| 6-10-2012 | Bordeaux-Bègles – Tolosa        | 32-34 |

|            | 11ª giornata                     |       |
| ---------- | -------------------------------- | ----- |
| 9-11-2012  | Tolosa – Montpellier             | 27-9  |
| 10-11-2012 | Clermont – Tolone                | 24-21 |
| 10-11-2012 | Racing Métro 92 – Mont-de-Marsan | 16-17 |
| 10-11-2012 | Stade français – Agen            | 20-13 |
| 10-11-2012 | Biarritz – Perpignano            | 15-3  |
| 10-11-2012 | Bordeaux-Bègles – Castres        | 13-16 |
| 10-11-2012 | Grenoble – Bayonne               | 9-6   |

|            | 14ª giornata                 |       |
| ---------- | ---------------------------- | ----- |
| 30-12-2012 | Castres – Tolosa             | 16-18 |
| 30-12-2012 | Clermont – Bayonne           | 48-3  |
| 30-12-2012 | Mont-de-Marsan – Biarritz    | 18-19 |
| 30-12-2012 | Racing Métro 92 – Agen       | 40-6  |
| 30-12-2012 | Montpellier – Stade français | 54-16 |
| 30-12-2012 | Grenoble – Bordeaux-Bègles   | 19-9  |
| 30-12-2012 | Tolone – Perpignano          | 46-13 |

|          | 17ª giornata               |       |
| -------- | -------------------------- | ----- |
| 8-2-2013 | Racing Métro 92 – Clermont | 12-6  |
| 9-2-2013 | Agen – Tolosa              | 22-9  |
| 9-2-2013 | Bayonne – Perpignano       | 13-10 |
| 9-2-2013 | Bordeaux-Bègles – Tolone   | 41-0  |
| 9-2-2013 | Castres – Stade français   | 44-13 |
| 9-2-2013 | Mont-de-Marsan – Grenoble  | 32-14 |
| 9-2-2013 | Montpellier – Biarritz     | 33-10 |

|          | 20ª giornata                |       |
| -------- | --------------------------- | ----- |
| 1-3-2013 | Bayonne – Biarritz          | 6-6   |
| 2-3-2013 | Stade français – Clermont   | 10-37 |
| 2-3-2013 | Bordeaux-Bègles – Agen      | 48-17 |
| 2-3-2013 | Castres – Montpellier       | 26-20 |
| 2-3-2013 | Racing Métro 92 – Grenoble  | 23-3  |
| 2-3-2013 | Mont-de-Marsan – Perpignano | 17-31 |
| 2-3-2013 | Tolone – Tolosa             | 35-16 |

|           | 23ª giornata                 |       |
| --------- | ---------------------------- | ----- |
| 29-3-2013 | Biarritz – Grenoble          | 33-16 |
| 30-3-2013 | Stade français – Tolone      | 11-43 |
| 30-3-2013 | Bordeaux-Bègles – Bayonne    | 39-13 |
| 30-3-2013 | Clermont – Agen              | 66-21 |
| 30-3-2013 | Perpignano – Castres         | 20-21 |
| 30-3-2013 | Mont-de-Marsan – Montpellier | 17-30 |
| 30-3-2013 | Racing Métro 92 – Tolosa     | 26-27 |

|          | 26ª giornata               |       |
| -------- | -------------------------- | ----- |
| 4-5-2013 | Biarritz – Stade français  | 52-17 |
| 4-5-2013 | Clermont – Bordeaux-Bègles | 67-3  |
| 4-5-2013 | Montpellier – Perpignano   | 50-22 |
| 4-5-2013 | Racing Métro 92 – Castres  | 29-28 |
| 4-5-2013 | Mont-de-Marsan – Bayonne   | 33-36 |
| 4-5-2013 | Tolone – Agen              | 43-21 |
| 4-5-2013 | Tolosa – Grenoble          | 57-7  |

|           | 3ª giornata                       |       |
| --------- | --------------------------------- | ----- |
| 31-8-2012 | Grenoble – Stade français         | 26-12 |
| 1-9-2012  | Biarritz – Tolosa                 | 22-17 |
| 1-9-2012  | Castres – Bayonne                 | 31-10 |
| 1-9-2012  | Clermont – Perpignano             | 53-31 |
| 1-9-2012  | Montpellier – Agen                | 32-15 |
| 1-9-2012  | Racing Métro 92 – Bordeaux-Bègles | 18-7  |
| 1-9-2012  | Mont-de-Marsan – Tolone           | 15-29 |

|           | 6ª giornata                   |       |
| --------- | ----------------------------- | ----- |
| 21-9-2012 | Bayonne – Tolosa              | 6-35  |
| 22-9-2012 | Tolone – Castres              | 33-12 |
| 22-9-2012 | Bordeaux-Bègles – Montpellier | 15-23 |
| 22-9-2012 | Clermont – Grenoble           | 44-20 |
| 22-9-2012 | Stade français – Perpignano   | 34-24 |
| 22-9-2012 | Mont-de-Marsan – Agen         | 16-28 |
| 22-9-2012 | Racing Métro 92 – Biarritz    | 13-12 |

|            | 9ª giornata                      |       |
| ---------- | -------------------------------- | ----- |
| 26-10-2012 | Clermont – Biarritz              | 19-12 |
| 27-10-2012 | Stade français – Tolosa          | 28-24 |
| 27-10-2012 | Agen – Castres                   | 14-22 |
| 27-10-2012 | Montpellier – Grenoble           | 23-6  |
| 27-10-2012 | Mont-de-Marsan – Bordeaux-Bègles | 12-17 |
| 27-10-2012 | Tolone – Bayonne                 | 59-0  |
| 27-10-2012 | Perpignano – Racing Métro 92     | 17-13 |

|            | 12ª giornata                     |       |
| ---------- | -------------------------------- | ----- |
| 30-11-2012 | Perpignano – Agen                | 39-13 |
| 01-12-2012 | Tolosa – Clermont                | 30-22 |
| 01-12-2012 | Biarritz – Bordeaux-Bègles       | 25-22 |
| 01-12-2012 | Mont-de-Marsan – Castres         | 15-31 |
| 01-12-2012 | Montpellier – Bayonne            | 29-22 |
| 01-12-2012 | Tolone – Grenoble                | 39-3  |
| 01-12-2012 | Racing Métro 92 – Stade français | 23-15 |

|          | 15ª giornata                 |       |
| -------- | ---------------------------- | ----- |
| 4-1-2013 | Biarritz – Agen              | 16-11 |
| 5-1-2013 | Perpignano – Bordeaux-Bègles | 26-16 |
| 5-1-2013 | Stade français – Bayonne     | 21-13 |
| 5-1-2013 | Grenoble – Castres           | 14-12 |
| 5-1-2013 | Mont-de-Marsan – Tolosa      | 12-16 |
| 5-1-2013 | Clermont – Montpellier       | 36-18 |
| 6-1-2013 | Tolone – Racing Métro 92     | 15-19 |

|           | 18ª giornata                     |       |
| --------- | -------------------------------- | ----- |
| 15-2-2013 | Tolosa – Perpignano              | 18-19 |
| 16-2-2013 | Tolone – Montpellier             | 51-6  |
| 16-2-2013 | Stade français – Bordeaux-Bègles | 30-14 |
| 16-2-2013 | Clermont – Mont-de-Marsan        | 56-3  |
| 16-2-2013 | Racing Métro 92 – Bayonne        | 15-10 |
| 16-2-2013 | Grenoble – Agen                  | 27-13 |
| 16-2-2013 | Biarritz – Castres               | 15-9  |

|          | 21ª giornata                    |       |
| -------- | ------------------------------- | ----- |
| 8-3-2013 | Montpellier – Racing Métro 92   | 15-17 |
| 9-3-2013 | Perpignano – Grenoble           | 20-18 |
| 9-3-2013 | Tolosa – Bordeaux-Bègles        | 33-32 |
| 9-3-2013 | Stade français – Mont-de-Marsan | 42-14 |
| 9-3-2013 | Agen – Bayonne                  | 20-30 |
| 9-3-2013 | Tolone – Biarritz               | 50-15 |
| 9-3-2013 | Clermont – Castres              | 37-10 |

|           | 24ª giornata                     |       |
| --------- | -------------------------------- | ----- |
| 12-4-2013 | Castres – Bordeaux-Bègles        | 23-23 |
| 13-4-2013 | Montpellier – Tolosa             | 10-8  |
| 13-4-2013 | Agen – Stade français            | 20-28 |
| 13-4-2013 | Bayonne – Grenoble               | 31-24 |
| 13-4-2013 | Mont-de-Marsan – Racing Métro 92 | 9-34  |
| 14-4-2013 | Perpignano – Biarritz            | 33-28 |
| 14-4-2013 | Tolone – Clermont                | 26-26 |

### Classifica
| pos | Squadra                                         | G. | V. | N. | P. | P+  | P-  | Diff. | BM | BS | Pt. |
| 1   | Clermont                                        | 26 | 19 | 1  | 6  | 779 | 418 | 361   | 8  | 5  | 91  |
| 2   | Tolone                                          | 26 | 18 | 1  | 7  | 779 | 456 | 323   | 11 | 5  | 90  |
| 3   | Tolosa                                          | 26 | 17 | 0  | 9  | 702 | 501 | 201   | 7  | 4  | 79  |
| 4   | Castres                                         | 26 | 15 | 2  | 9  | 599 | 489 | 110   | 4  | 6  | 74  |
| 5   | Montpellier                                     | 26 | 16 | 0  | 10 | 570 | 520 | 50    | 5  | 4  | 73  |
| 6   | Racing Métro 92                                 | 26 | 16 | 0  | 10 | 512 | 431 | 81    | 2  | 7  | 73  |
| 7   | Perpignano                                      | 26 | 13 | 0  | 13 | 593 | 607 | -14   | 2  | 7  | 61  |
| 8   | Bayonne                                         | 26 | 12 | 1  | 13 | 467 | 609 | -142  | 1  | 6  | 57  |
| 9   | Biarritz                                        | 26 | 12 | 1  | 13 | 505 | 540 | -35   | 2  | 5  | 57  |
| 10  | Stade français                                  | 26 | 12 | 1  | 13 | 578 | 691 | -113  | 2  | 2  | 54  |
| 11  | Grenoble                                        | 26 | 12 | 0  | 14 | 480 | 606 | -126  | 1  | 5  | 54  |
| 12  | Bordeaux                                        | 26 | 8  | 1  | 17 | 561 | 584 | -23   | 4  | 9  | 47  |
| 13  | Agen                                            | 26 | 6  | 0  | 20 | 423 | 709 | -286  | 0  | 7  | 31  |
| 14  | Mont-de-Marsan                                  | 26 | 2  | 0  | 24 | 374 | 761 | -387  | 1  | 7  | 16  |
|     | Qualificata per le semifinali e la Heineken Cup |    |    |    |    |     |     |       |    |    |     |
|     | Qualificata per il barrage e la Heineken Cup    |    |    |    |    |     |     |       |    |    |     |
|     | Qualificata per la Heineken Cup                 |    |    |    |    |     |     |       |    |    |     |
|     | Retrocessa in Pro D2                            |    |    |    |    |     |     |       |    |    |     |

## Fase finale

### Preliminari
| Arbitro: | Jérôme Garcès |

|                                              |      |                            |
| 18' Fickou, 54' Picamoles                    | mt   | 36' Matadigo, 55' Chavancy |
| 55' McAlister                                | tr   |                            |
| 3', 29', 40', 48', 58', 68' e 75' McAllister | c.p. | 5', 12' e 61' Wisniewski   |

| Arbitro: | Romain Poite |

|                                  |      |                               |
| 45' Claassen                     | mt   |                               |
| 46' Kockott                      | tr   |                               |
| 25', 30', 39', 53' e 63' Kockott | c.p. | 2', 19', 34' e 58' Paillaugue |
| 13' Talès                        | drop |                               |

### Semifinali
| Arbitro: | Pascal Gaüzère |

|                          |      |                         |
| 2' Rossouw, 72' Armitage | mt   |                         |
| 72' Wilkinson            | tr   |                         |
| 10', 54' e 70' Wilkinson | c.p. | 7', 29' e 43' McAlister |
| 64' Wilkinson            | drop |                         |

| Arbitro: | Christophe Berdos |

|                       |      |                                      |
|                       | mt   | 64' Cabannes                         |
|                       | tr   | 65' Kockott                          |
| 28', 46' e 60' Delany | c.p. | 9', 19', 36', 39', 44' e 53' Kockott |

### Finale
| Arbitro: | Jérôme Garcès |

|                        |      |                  |
| D. Armitage 80+1’      | mt   | 40+1’ Kockott    |
|                        | tr   | 40+1’ Kockott    |
| Wilkinson 7’, 47’, 67’ | c.p. | 14’, 79’ Kockott |
|                        | drop | 72’, 74’ Talès   |